# George Kaftan
George A. Kaftan (nascido em 22 de fevereiro de 1928) é um ex-jogador norte-americano de basquete profissional que disputou cinco temporadas na National Basketball Association (NBA). Foi escolhido pelo Boston Celtics na segunda rodada do draft da BAA (hoje NBA) em 1949. Depois jogou profissionalmente pelo Boston Celtics (1949–1950), pelo New York Knicks (1950–1952) e pelo Baltimore Bullets (1952–1953). Durante a carreira profissional, obteve médias de 7,5 pontos por partida.